# Stetson

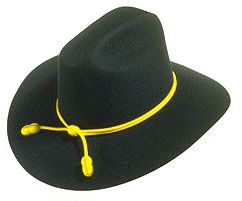
El icónico sombrero Stetson.

El stetson es un sombrero manufacturado por el fabricante de sombreros John B. Stetson Company.
John B. Stetson Company se fundó en 1865, con su llegada al Oeste, creando el sombrero pionero del Viejo Oeste, el «jefe de las llanuras». Este sombrero acabaría convirtiéndose en el buque insignia del negocio de Stetson, adoptando su nombre y manteniendo hoy en día su fabricación.
Stetson acabó convirtiéndose en el mayor fabricante de sombreros del mundo, produciendo más de 3 millones de sombreros al año, con una fábrica de un terreno de 9 acres (36 000 m²) en Filadelfia. Además de sus sombreros del Oeste y de moda, Stetson también produce perfumes, calzado, gafas, cinturones, bourbon y una gama de otros productos que evocan el Viejo Oeste.
Los nombres de la Universidad Stetson y el Colegio de Abogados de la Universidad Stetson son posteriores al éxito de John B. Stetson y adoptaron estos nombres tras sus contribuciones para ambas escuelas en 1899.

## Comienzos
John B. Stetson nació en 1830 en Orange, Nueva Jersey, donde su padre Stephen Stetson era sombrerero. Trabajó en la tienda de su padre hasta que se trasladó al Oeste por motivos de salud.

## Jefe de las llanuras

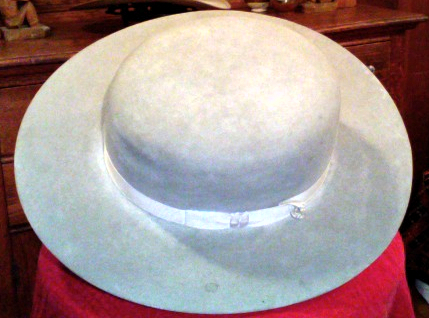
Sombrero del jefe de las llanuras

Las aventuras de Stetson en el Oeste acabaron en 1865. A sus 35 y con una salud más fuerte, regresó al este y comenzó su propia empresa de sombreros en Filadelfia (Pensilvania), donde produjo sombreros de alta calidad para utilizarse en exteriores. Tras producir unos diseños iniciales basados en estilos populares de la época, Stetson decidió crear un sombrero basado en sus experiencias en el Viejo Oeste, al que apodó como «el jefe de las llanuras».
El «Jefe» original se fabricó en 1865, tenía una visera plana y un bombín recto con los bordes redondeados. Estos sombreros eran ligeros e impermeables, con colores naturales y una altura de 6 centímetros aproximadamente. Contaba con una cinta para ajustarse a la cabeza del cliente y quedar a medida. Esta cinta portaba el nombre de John B. Stetson.